# Inca Kola
Inca Kola, znana również jako the Golden kola (tłum. złota kola) – pochodzący z Peru napój gazowany, produkowany od 1935 roku przez Corporación Lindley. Ma żółtobrązową barwę i słodki smak. Głównym składnikiem używanym do produkcji jest palczatka cytrynowa (Cymbopogon citratus) znana w Polsce jako trawa cytrynowa. Sama formuła produkcji jest tajemnicą.

## Historia
W 1910 roku z Anglii do Peru wyemigrowała rodzina Lindleyów i założyła tam firmę De Fabrica de Aguas Gaseosas La Santa Rosa. W 1935 roku wprowadziła ona na rynek napój bezalkoholowy Inca Kola. Lansowano go jako napój narodowy, umieszczając ikonę Inki na etykiecie i barwy narodowe Peru na pierwszych ciężarówkach dostawczych. W połowie lat 40. XX wieku Inca Kola była już liderem rynku w Limie i stale zwiększała sprzedaż, osiągając w 1970 roku poziom 38% udziału w rynku napojów gazowanych w Peru.
W 1936 roku z okazji imprezy sylwestrowej w klubie Country Club w Limie po raz pierwszy podano Coca-Colę publiczności w Peru. Nie udało jej się zdobyć rynku, ponieważ mieszkańcy tego kraju nadal wybierali Inca Kolę.
W 1999 roku Coca-Cola kupiła za 200 milionów USD 50% udziałów w Inca Kola, przejmując kontrolę nad marketingiem i produkcją zagraniczną tej marki. Firma Lindley Corporation, która poniosła straty, próbując powstrzymać ekspansję Coca-Coli w Peru, musiała sprzedać część akcji. Wybrała tę globalną firmę, aby móc dzięki temu wejść na zagraniczne rynki.

## Sprzedaż
Do reklamy napoju jest używane hasło Inca Kola con todo combina (pol. „Inca Kola pasuje do wszystkiego”). W sieci restauracji Bembos podaje się tylko ten napój. Cena Inca Koli wynosząca 5 soli za litr jest dość wysoka, dlatego pojawiają się tańsze podróbki. Napój zasadniczo nie smakuje obcokrajowcom. Jest eksportowany do USA, Belgii i Japonii, gdzie znajdują się duże skupiska emigrantów z Peru. W Ameryce Południowej jest sprzedawany jeszcze w Chile i Ekwadorze.